# Osmoxylon superantiflorum
Osmoxylon superantiflorum är en araliaväxtart som beskrevs av Barry John Conn och David Frodin. Osmoxylon superantiflorum ingår i släktet Osmoxylon och familjen Araliaceae. Inga underarter finns listade.